# Marija Celina od Prikazanja
Marija Celina od Prikazanja (Nojals-et-Clotte, Francuska, 23. svibnja 1878. – Talence, Bordeaux, 30. svibnja 1897.), francuska časna sestra klarisa, proglašena blaženom.  

## Životopis
Rodila se kao Jeanne-Germaine Castang, 23. svibnja 1878. u malom selu Nojals-et-Clotte u Francuskoj u brojnoj obitelji. Kada je imala 4 godine oboljela je od poliomijelitisa i šepala je. Zbog obiteljske bijede u 9. godini života živjela je izvan sela u zapuštenom skloništu. Uskoro su joj umrli majka i troje braće. Otišla je 1890. u Bordeaux. Živjela je u internatu za siromašne, siročad i zatvorenice. Postala je časna sestra klarisa i uzela redovničko ime "Marija Celina od Prikazanja". Umrla je od tuberkuloze u 19. godini. 
Katolička Crkva objavila je Dekret o njezinim herojskim krepostima 22. siječnja 1957. godine. Proglašena je blaženom 16. rujna 2007. godine. Simbol je siromašnih, odbačenih ljudi na rubu društva. Trpjela je fizičke i psihičke boli te socijalne nepravde. Postigla je veliku duhovnu zrelost u trpljenju. Istakla se predanom molitvom, ljubavlju i skromnošću. Smatrali su je svetom još za života. Papa Benedikt XVI. ju je 16. rujna 2007. proglasio blaženom. Spomendan joj se obilježava 30. svibnja.
U svojoj zadnjoj bilješci napisala je: «Želim biti ljubica poniznosti, ljiljan čistoće, ruža ljubavi - za Isusa.